# Lucienne Laurentie
Lucienne Laurentie, née Serres le 1er avril 1905 à Clichy et morte le 1er avril 1994 à Néron, est une autrice et résistante française, survivante de la déportation dans le camp de Ravensbrück et le Kommando d'Holleischen.

## Biographie

### Enfance
Lucienne Marie Serres est née le 1er avril 1905 à Clichy.

### Résistance
Elle entre en résistance dès le début de la Seconde Guerre mondiale, et s'engage au sein du réseau d’évasion Comète en 1942. Les membres de ce réseau aident les soldats et aviateurs alliés échoués sur le sol français à rejoindre le Royaume-Uni ou l'Espagne. Lucienne Laurentie participe ainsi activement à faire évacuer au Royaume-Uni des aviateurs anglais et américains.

### Arrestation, internement et déportation
Chargée en particulier de cacher et d’héberger les aviateurs, elle en aurait protégé une quarantaine au total jusqu'à ce qu'elle soit arrêtée sur dénonciation à Paris le 7 juin 1943,.
Immédiatement internée à la prison de Fresnes puis au Fort de Romainville pendant 11 mois, elle est ensuite déportée vers l'Allemagne le 18 avril 1944 (convoi I.204).
Elle est internée dans le camp de Ravensbrück d'avril à juin 1944 avant d'être affectée au Kommando d'Holleischen (sous le numéro matricule 50727 et triangle rouge) jusqu'à la libération du camp en mai 1945,,.

### Après guerre
Elle décède à Néron le 1er avril 1994.

## Vie privée
En 1940, elle épouse Henri Laurentie, secrétaire général du Tchad et adjoint de Félix Éboué en 1940 et futur compagnon de la Libération.
Ils sont les parents de quatre enfants,.

## Œuvres littéraires
- "Tribune libre", Voix et visages, n°49, novembre-décembre 1955, p.7.

- Manuscrit inédit sur son expérience comme déportée (avril 1970)[7]
- Poèmes et chants concentrationnaires (1975)

## Distinction
- Médaille de la Résistance française (décret du 3 août 1946)[8]